# Everton LFC
Everton Ladies Football Club är en engelsk damfotbollsklubb från Liverpool i England som spelar i FA Women's Super League. Laget spelar sina hemmamatcher på Walton Hall Park Stadium i Walton i norra Liverpool.

## Historia
Klubben grundades år 1983, då under namnet Hoylake WFC. År 1995 fick klubben sitt nuvarande namn, Everton Ladies Football Club.
År 2011 gjorde klubben sitt bästa resultat hittills i Uefa Women's Champions League då man avancerade till kvartsfinal. Där blev det förlust mot det tyska laget FCR Duisburg.

## Placering säsong för säsong
| Säsong    | Nivå | Liga                    | Placering | Referens | Notering |
| --------- | ---- | ----------------------- | --------- | -------- | -------- |
| 2017–2018 | 1    | FA Women's Super League | 9         | [ 2 ]    |          |
| 2018–2019 | 1    | FA Women's Super League | 10        | [ 3 ]    |          |
| 2019–2020 | 1    | FA Women's Super League | 6         | [ 4 ]    |          |
| 2020–2021 | 1    | FA Women's Super League | 5         | [ 5 ]    |          |
| 2021–2022 | 1    | FA Women's Super League | 10        | [ 6 ]    |          |
| 2022–2023 | 1    | FA Women's Super League | 6         | [ 7 ]    |          |
| 2023–2024 | 1    | FA Women's Super League | 8         | [ 8 ]    |          |